# Augusto Sakai
Augusto dos Santos Sakai (Curitiba, Estado de Paraná, 19 de mayo de 1991) es un artista marcial mixto brasileño que compite en la división de peso pesado de la Ultimate Fighting Championship.

## Carrera en artes marciales mixtas

### Inicios
Hizo su debut profesional en MMA en octubre de 2011 en su Brasil natal. En los dos primeros años de su carrera, acumuló un récord de seis victorias y ninguna derrota, con todas menos una de sus victorias por KO.

### Bellator MMA
Hizo su debut para Bellator MMA en marzo de 2013, derrotando a Rob Horton por KO debido a un rodillazo.
Regresó a la promoción en 2015 con combates contra Daniel Gallemore y Alex Huddleston. Ganó ambos combates por TKO.
Se enfrentó a Dan Charles en Bellator 155 el 20 de mayo de 2016. El combate terminó en un empate mayoritario.
Se enfrentó a Cheick Kongo en Bellator 179 el 19 de mayo de 2017. Perdió el combate por decisión dividida.

### Ultimate Fighting Championship
Debutó en la UFC contra Chase Sherman el 22 de septiembre de 2018 en UFC Fight Night: Santos vs. Anders. Ganó el combate por TKO en el tercer asalto.
Se enfrentó a Andrei Arlovski el 27 de abril de 2019 en UFC Fight Night: Jacaré vs. Hermansson. Ganó el combate por decisión dividida.
Se enfrentó a Marcin Tybura el 14 de septiembre de 2019 en UFC Fight Night: Cowboy vs. Gaethje. Ganó el combate por KO en el primer asalto. Posteriormente, firmó un nuevo contrato de seis combates con la UFC.
Se esperaba que se enfrentara a Blagoy Ivanov el 9 de mayo de 2020 en el entonces UFC 250. Debido a que el evento se trasladó a Estados Unidos, no pudo competir por problemas de visa. Sin embargo, el 9 de abril, el presidente de la UFC, Dana White, anunció que este evento fue pospuesto y finalmente el combate tuvo lugar el 30 de mayo de 2020 en UFC on ESPN: Woodley vs. Burns. Ganó el combate por decisión dividida.
Se enfrentó a Alistair Overeem el 5 de septiembre de 2020 en UFC Fight Night: Overeem vs. Sakai. Perdió el combate por TKO en el quinto asalto.
Se esperaba que se enfrentara a Shamil Abdurakhimov el 1 de mayo de 2021 en UFC on ESPN: Reyes vs. Procházka. Sin embargo, Abdurakhimov se retiró del combate por problemas de visa, y se enfrentó en su lugar a Jairzinho Rozenstruik el 5 de junio de 2021 en UFC Fight Night: Rozenstruik vs. Sakai. Perdió el combate por KO en el primer asalto.
Se esperaba que se enfrentara a Tai Tuivasa el 20 de noviembre de 2021 en UFC Fight Night: Vieira vs. Tate. Sin embargo, debido a los problemas de visa de Tuivasa, el combate se canceló. La pareja fue reprogramada y se enfrentó el 11 de diciembre de 2021 en UFC 269. Perdió el combate por KO en el segundo asalto.
Se enfrentó a Sergey Spivak el 6 de agosto de 2022 en UFC on ESPN: Santos vs. Hill. Perdió el combate por TKO en el segundo asalto.

## Vida personal
Es nieto de inmigrantes japoneses en Brasil y trabaja en una tienda de acuarios entre combate y combate.

## Registro en artes marciales mixtas
| Resultado | Récord | Oponente              | Método                       | Evento                                 | Fecha                    | Ronda | Tiempo | Localización                  | Notas |
| --------- | ------ | --------------------- | ---------------------------- | -------------------------------------- | ------------------------ | ----- | ------ | ----------------------------- | ----- |
| Derrota   | 15-5-1 | Sergey Spivak         | TKO (puñetazos)              | UFC on ESPN: Santos vs. Hill           | 6 de agosto de 2022      | 2     | 3:42   | Las Vegas, Nevada             |       |
| Derrota   | 15-4-1 | Tai Tuivasa           | KO (puñetazos)               | UFC 269                                | 11 de diciembre de 2021  | 2     | 0:26   | Las Vegas, Nevada             |       |
| Derrota   | 15-3-1 | Jairzinho Rozenstruik | TKO (puñetazos)              | UFC Fight Night: Rozenstruik vs. Sakai | 5 de junio de 2021       | 1     | 4:59   | Las Vegas, Nevada             |       |
| Derrota   | 15-2-1 | Alistair Overeem      | TKO (codazos y puñetazos)    | UFC Fight Night: Overeem vs. Sakai     | 5 de septiembre de 2020  | 5     | 0:26   | Las Vegas, Nevada             |       |
| Victoria  | 15-1-1 | Blagoy Ivanov         | Decisión (dividida)          | UFC on ESPN: Woodley vs. Burns         | 30 de mayo de 2020       | 3     | 5:00   | Las Vegas, Nevada             |       |
| Victoria  | 14-1-1 | Marcin Tybura         | KO (puñetazos)               | UFC Fight Night: Cowboy vs. Gaethje    | 14 de septiembre de 2019 | 1     | 0:59   | Vancouver, Columbia Británica |       |
| Victoria  | 13-1-1 | Andrei Arlovski       | Decisión (dividida)          | UFC Fight Night: Jacaré vs. Hermansson | 27 de abril de 2019      | 3     | 5:00   | Sunrise, Florida              |       |
| Victoria  | 12-1-1 | Chase Sherman         | TKO (puñetazos)              | UFC Fight Night: Santos vs. Anders     | 22 de septiembre de 2018 | 3     | 4:03   | São Paulo                     |       |
| Victoria  | 11-1-1 | Marcos Conrado        | TKO (puñetazos)              | Dana White's Contender Series Brazil 1 | 10 de agosto de 2018     | 2     | 3:09   | Las Vegas, Nevada             |       |
| Victoria  | 10-1-1 | Tiago Cardoso         | TKO (puñetazos)              | Imortal FC 7                           | 11 de noviembre de 2017  | 1     | 2:17   | São José dos Pinhais          |       |
| Derrota   | 9-1-1  | Cheick Kongo          | Decisión (dividida)          | Bellator 179                           | 19 de mayo de 2017       | 3     | 5:00   | Londres                       |       |
| Empate    | 9-0-1  | Dan Charles           | Empate (mayoritario)         | Bellator 155                           | 20 de mayo de 2016       | 3     | 5:00   | Boise, Idaho                  |       |
| Victoria  | 9-0    | Alex Huddleston       | Decisión (unánime)           | Bellator 145                           | 6 de noviembre de 2015   | 3     | 5:00   | San Luis, Misuri              |       |
| Victoria  | 8-0    | Daniel Gallemore      | TKO (retiro)                 | Bellator 139                           | 26 de junio de 2015      | 2     | 5:00   | Mulvane, Kansas               |       |
| Victoria  | 7-0    | Matt Frembling        | TKO (rodillazos y puñetazos) | Bellator 122                           | 25 de julio de 2014      | 3     | 3:32   | Temecula, California          |       |
| Victoria  | 6-0    | Edison Lopes          | Decisión (unánime)           | Golden Fighters 8                      | 12 de diciembre de 2013  | 3     | 5:00   | Novo Hamburgo                 |       |
| Victoria  | 5-0    | Rob Horton            | KO (rodillazo)               | Bellator 94                            | 28 de marzo de 2013      | 2     | 4:01   | Tampa, Florida                |       |
| Victoria  | 4-0    | Arley Simetti         | KO (rodillazo)               | Samurai FC 9: Water vs. Fire           | 15 de diciembre de 2012  | 1     | 2:04   | Curitiba                      |       |
| Victoria  | 3-0    | Dayvisson Daniel      | TKO (puñetazos)              | Evolution Fight Combat 3               | 20 de mayo de 2012       | 1     | 0:00   | Curitiba                      |       |
| Victoria  | 2-0    | Marcio Fernando       | TKO (puñetazos)              | Power Fight Extreme 6                  | 19 de noviembre de 2011  | 1     | 0:35   | Curitiba                      |       |
| Victoria  | 1-0    | Cesar Alberto         | KO (puñetazos)               | Adventure Fighters Tournament          | 15 de octubre de 2011    | 1     | 1:54   | Curitiba                      |       |